# Captains Courageous
Captains Courageous és una pel·lícula estatunidenca dirigida per Victor Fleming i estrenada l'any 1937, protagonitzada per Spencer Tracy (que va guanyar el seu primer Oscar en aquest film), en el paper de Manuel, i Freddie Bartholomew, en el paper de Harvey Cheyne Jr.	

## Argument
Un capritxós nen de bona família cau per la borda del iot en què estava fent un creuer i és recollit per un vaixell de pescadors i, per tant, s'ha d'adaptar a la vida a alta mar.

## Comentaris
Un clàssic del cinema d'aventures, qua va adaptar una novel·la de Rudyard Kipling. En la seva realització van participar diversos professionals no acreditats, com Howard Hawks, autor de la primera adaptació de la novel·la, o Jack Conway, que va dirigir diverses escenes. És un d'aquests films que aconsegueixen captivar sense causa aparent, amb el simple atractiu de l'obra ben feta i de la més simple emotivitat.

## Repartiment
- Freddie Bartholomew: Harvey Cheyne
- Spencer Tracy: Manuel Fidello
- Lionel Barrymore: El capità Disko troop
- Melvyn Douglas: Frank BurtonCheyne
- Charley Grapewin: Oncle Salters
- Mickey Rooney: Dan
- John Carradine: Long Jack
- Oscar O'Shea: El capità Walt Cushman
- Jack LaRue: El Predicador
- Walter Kingsford: El doctor Finley
- Donald Briggs: Bob Tyler
- Christian Rub: El vell Clement
- Sam McDaniel: "Doc"
- Billy Burrud: Charles Jamison
- Norman Ainsley: Robbins
- Wally Albright: Un noi
- Jimmy Conlin (non surt als crèdits): Martin

## Premis i nominacions

### Premis
- 1938: Oscar al millor actor per Spencer Tracy

### Nominacions
- 1938: Oscar a la millor pel·lícula per Louis D. Lighton
- 1938: Oscar al millor guió adaptat per Marc Connelly, John Lee Mahin i Dale Van Every
- 1938: Oscar al millor muntatge per Elmo Veron